# Бризен (Шпревальд)
Бри́зен или Бря́зына (нем. Briesen / н.-луж. Brjazyna) — коммуна в Германии, в земле Бранденбург. Входит в состав района Шпре-Найсе. Подчиняется управлению Бург (Шпревальд). Занимает площадь 9,04 км².

## Население
Население составляет 811 человек (на 31 декабря 2010 года).
Входит в состав культурно-территориальной автономии «Лужицкая поселенческая область», на территории которой действуют законодательные акты земель Саксонии и Бранденбурга, содействующие сохранению лужицких языков и культуры лужичан. Официальным языком в населённом пункте, помимо немецкого, является нижнелужицкий.
| Год  | Численность | Численность |
| ---- | ----------- | ----------- |
| 2017 | 763         | [ 1 ] [ 2 ] |
| 2020 | 776         | [ 7 ]       |
| 2021 | 784         | [ 8 ]       |
| 2022 | 798         | [ 9 ]       |
| 2023 | 795         | [ 3 ]       |